# 公孫恭
公孫 恭（こうそん きょう、生没年不詳）は、中国後漢末期から三国時代の人物。父は公孫度。兄は公孫康。甥は公孫晃・公孫淵。家系は公孫氏。
遼東太守であった兄が死去したとき、その子である公孫晃・公孫淵が幼少だったため、兄の後継者として太守の地位を世襲した。魏の曹丕（文帝）からは、車騎将軍・仮節・平郭侯に任命されている。
公孫恭は病に罹り陰萎を病み、228年、成人した甥の公孫淵に脅迫され太守の座を譲ることを余儀なくされた。公孫恭が兄の公孫晃を可愛がり公孫淵を遠ざけようとしたのが原因と言われている。この際、公孫晃は後々の為にと考え、役職を拝命した上で都（許昌、後に洛陽）に赴き、弟の討滅を何度も上表したが却下され、公孫淵の敗亡後に連座で処刑された。正史と、『晋書』宣帝本紀によれば公孫淵が討たれた際には城内に幽閉されていたため、これを知った司馬懿に「公孫恭が太守であった時代は公孫氏が魏に忠実であった」として釈放されている。
小説『三国志演義』においては、袁尚らが亡命してきた際の対応を兄と相談する場面がある。